# Craugastor aphanus
Espèce
Synonymes
- Eleutherodactylus aphanus Campbell, 1994

Statut de conservation UICN

 VU D2 : Vulnérable
Craugastor aphanus est une espèce d'amphibiens de la famille des Craugastoridae.

## Répartition
Cette espèce est endémique du département d'Izabal au Guatemala. Elle se rencontre de 591 à 786 m sur la Montañas del Mico et la Sierra de las Minas.

## Publication originale
- Campbell, 1994 : A new species of Eleutherodactylus (Anura: Leptodactylidae) of the biporcatus group from eastern Guatemala. Herpetologica, vol. 50, no 3, p. 296-302.